# H. H. Richardson Historic District of North Easton
Der H. H. Richardson Historic District of North Easton ist ein 2,3 ha großer Bereich im nördlichen Teil der Stadt Easton im Bundesstaat Massachusetts der Vereinigten Staaten. Der nach dem Architekten Henry Hobson Richardson benannte Historic District ist zugleich als National Historic Landmark anerkannt und besteht aus fünf von ihm entworfenen Gebäuden sowie einem Kriegsdenkmal des Landschaftsarchitekten Frederick Law Olmsted. 
Der H. H. Richardson Historic District of North Easton ist als Contributing Property selbst Teil des mit 200 ha Fläche wesentlich größeren North Easton Historic District.

## Beschreibung
Die vorwiegend durch Investitionen in Eisenbahnen, Minen und die westlichen Territorien reich gewordene Ames-Familie wurde in der dritten Generation von Frederick Lothrop „F. L.“ Ames und Oakes Angier Ames angeführt, denen ein Großteil der Grundstücke in Boston und Cambridge gehörten. Richardson erregte ihre Aufmerksamkeit durch den Bau der Bostoner Trinity Church. Sie beauftragten ihn gemeinsam mit Frederick Law Olmsted zur Gestaltung von Gebäuden und zugehörigen Grundstücken in North Easton. Alle im Folgenden beschriebenen Bauwerke sind – mit Ausnahme von The Rockery – als Contributing Property des Historic District eingetragen.

### Ames Free Library (1877–1883)

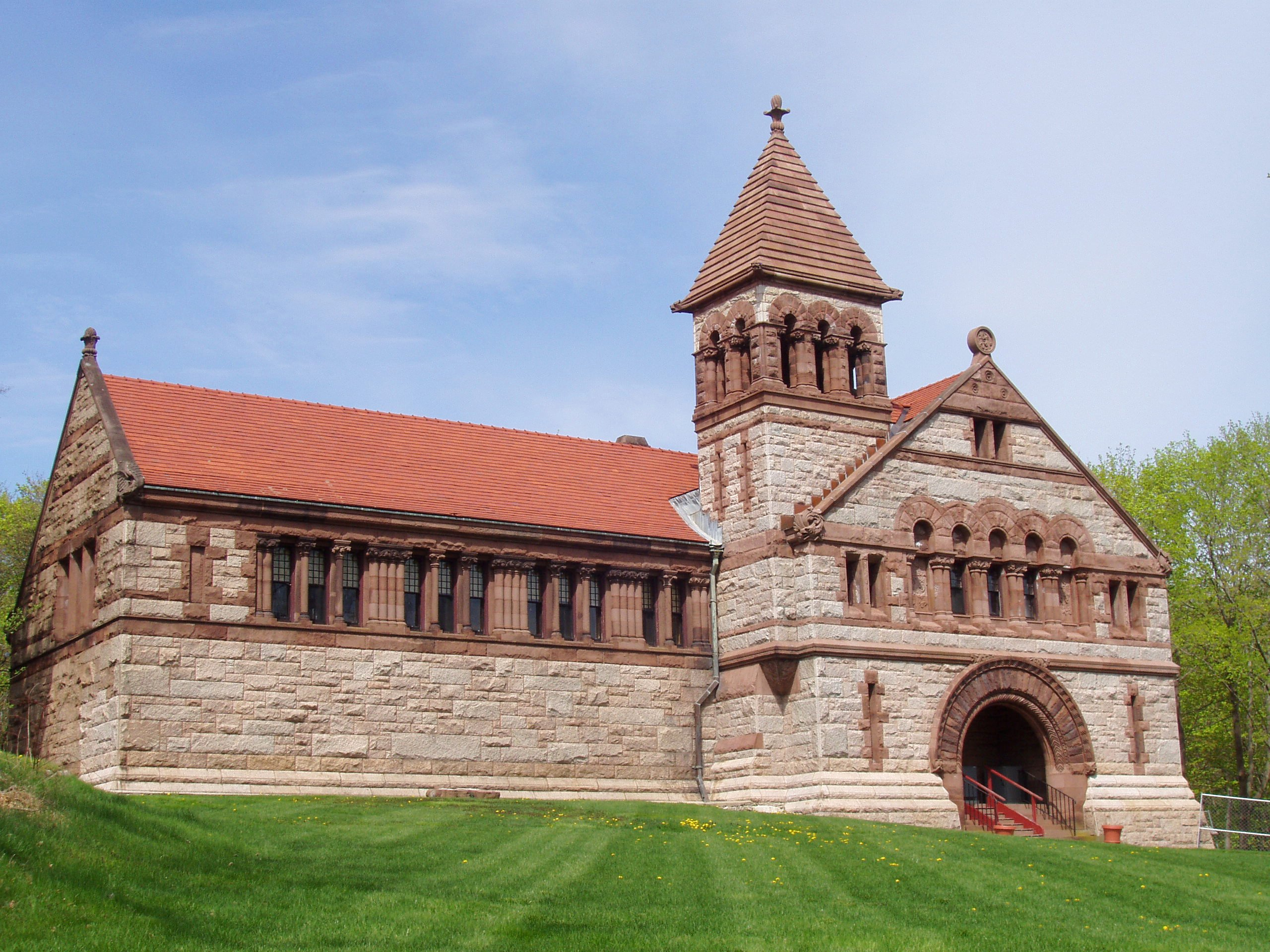
Ames Free Library, 2007

Die 1883 eröffnete Bibliothek wurde mit Gesamtkosten von über 80.000 US-Dollar (heute ca. 2.233.000 Dollar bzw. 2.062.600 Euro) wesentlich teurer als ursprünglich geplant. Das aus braunem Granit errichtete Gebäude weist einen nahezu rechteckigen Grundriss auf. Stanford White entwarf den Kamin im Lesesaal, und Augustus Saint-Gaudens lieferte Medaillons, die Oliver Ames II. zeigen. 1931 wurde das Gebäude durch einen Anbau ergänzt, der die Kinderbibliothek aufnahm.

### Old Colony Railroad Station (1881–1884)

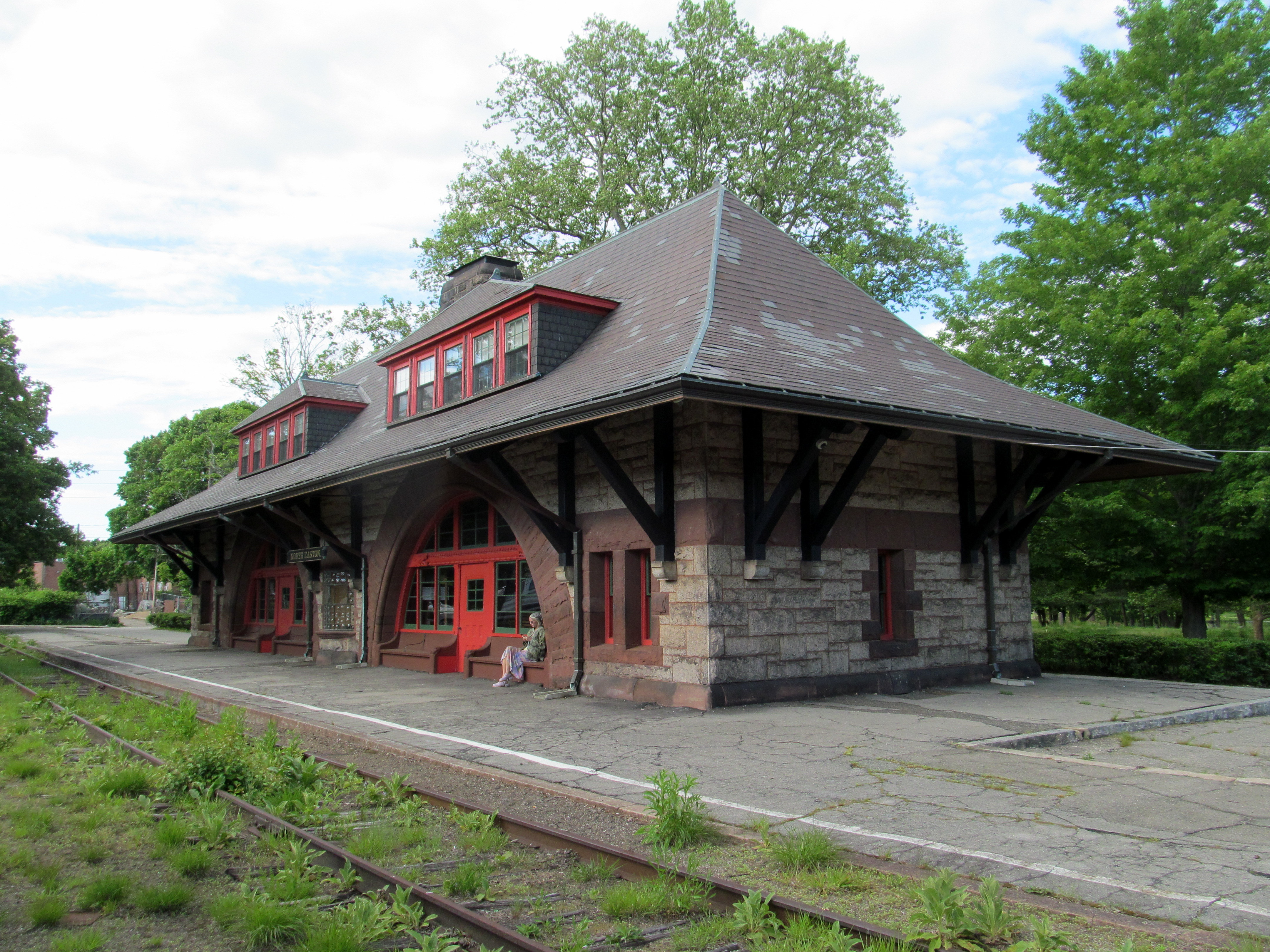
Old Colony Railroad Station, 2017

Die ehemalige Haltestelle der Old Colony Railroad wurde nach Abschluss der vorangegangenen Planungsarbeiten 1882 von F. L. Ames in Auftrag gegeben, der zu dieser Zeit im Direktorium der Eisenbahngesellschaft einen Sitz hatte, und der Gesellschaft nach Fertigstellung übereignet. 1969 kaufte die Ames-Familie das Gebäude von der New York Central Railroad für 15.000 Dollar (heute ca. 111.000 Dollar bzw. 102.400 Euro) zurück und schenkte es der Easton Historical Society, die es zum Museum umbaute und bis heute nutzt.

### Oakes Ames Memorial Hall (1879–1881)

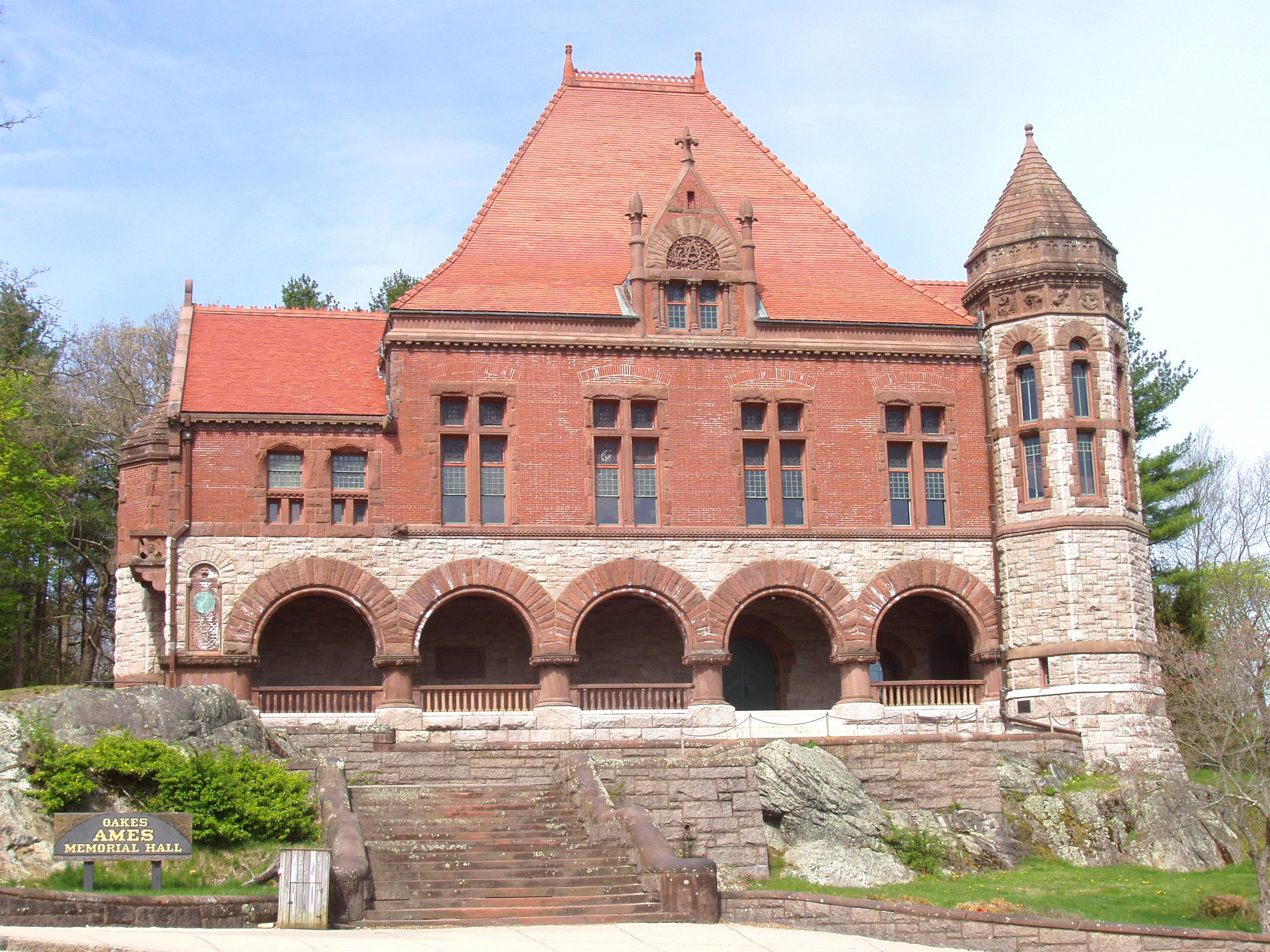
Oakes Ames Memorial Hall, 2007

Neben der Bibliothek steht die von den Kindern von Oakes Ames als Denkmal für ihren Vater errichtete Memorial Hall. Die ursprünglich geplanten Kosten von rund 32.000 Dollar betrugen schließlich über 60.000 Dollar (heute ca. 1.641.000 Dollar bzw. 1.515.700 Euro). Auch nach der Eröffnung des Gebäudes arbeitete Olmsted noch vier Jahre an der Landschaftsgestaltung der Umgebung weiter.
Das aus braunem Granit errichtete Gebäude verfügt über einen rechteckigen Grundriss von 29,5 m × 15,5 m. Die ursprünglichen Konstruktionspläne konnten jedoch nicht umgesetzt werden, da während der Bauphase immer wieder Schwierigkeiten auftraten, die Improvisationen und kurzfristige Änderungen erforderlich machten.
Das eigentlich als Town Hall gedachte Gebäude blieb lange Zeit ungenutzt, weil die Stadt ihre Versammlungen weiterhin im Eastoner Zentrum abhielt. Es musste schließlich aus Brandschutzgründen ganz geschlossen und konnte erst in den 1950er Jahren wieder eröffnet werden, nachdem eine neue Fluchttreppe installiert und einige Umbauten im Inneren vorgenommen wurden.

### Ames Gate Lodge (1880–1881)

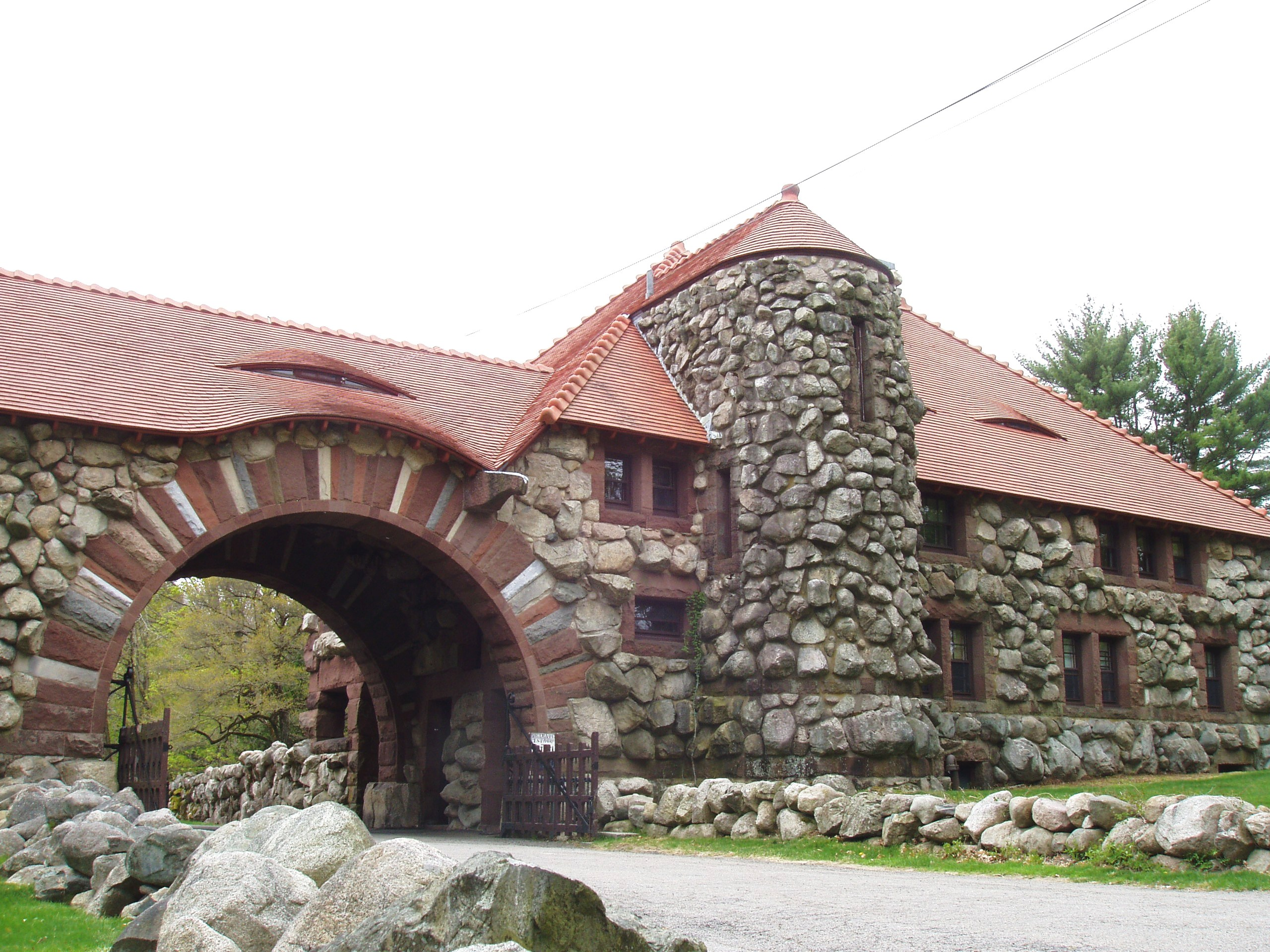
Ames Gate Lodge, 2007

F. L. Ames besaß in North Easton ein privates Anwesen namens Langwater, das 1859 fertiggestellt und 1876 mit einigen Anbauten versehen worden war. Der nördliche Teil des Grundstücks hingegen war noch unbebaut, sodass Richardson, Olmsted und Ames 1879 begannen, Pläne dafür zu entwickeln. Die 1881 fertiggestellte Lodge wurde von 1886 bis 1887 durch das von Olmsted entwickelte Landschaftsdesign ergänzt und befindet sich bis heute im Privateigentum der Familie. 2013 wurde das als Torgebäude zum nördlichen Grundstückseingang dienende Bauwerk von Historic New England unter Denkmalschutz gestellt.
Das langgestreckte Gebäude wurde aus Felsblöcken errichtet und verfügt über ein rotes Walmdach, das an einigen Stellen von linsenförmigen, flachen Dachgauben durchbrochen wird. Auf zwei Etagen stehen jeweils mehrere Räume zu Lager- und Wohnzwecken zur Verfügung.

### F. L. Ames Gardener’s Cottage (1884)

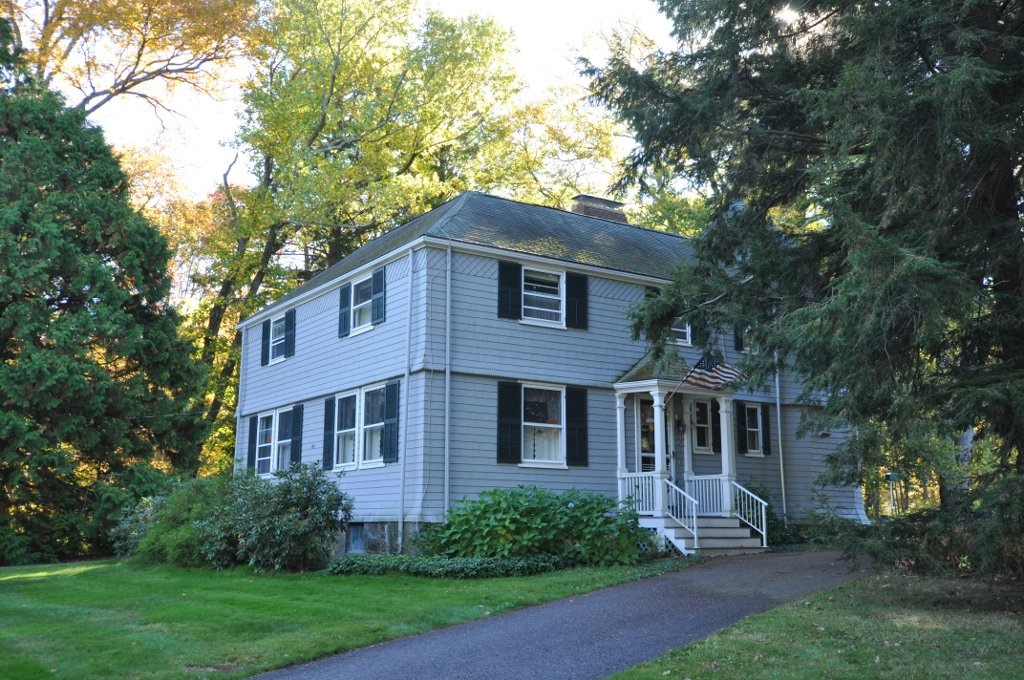
F. L. Ames Gardener’s Cottage, 2013

Als die Wohnräume in der Gate Lodge für die Gärtner-Familie nicht mehr ausreichten, wurde für sie rund 120 Meter östlich der Lodge ein eigenes Wohnhaus mit nahezu quadratischem Grundriss zu Baukosten in Höhe von 3.562 Dollar (heute ca. 102.000 Dollar bzw. 93.800 Euro) errichtet. Später wurde das zunächst einstöckige Gebäude um eine zweite Etage ergänzt. Das Haus ist vollständig mit Holzschindeln verkleidet.

### The Rockery

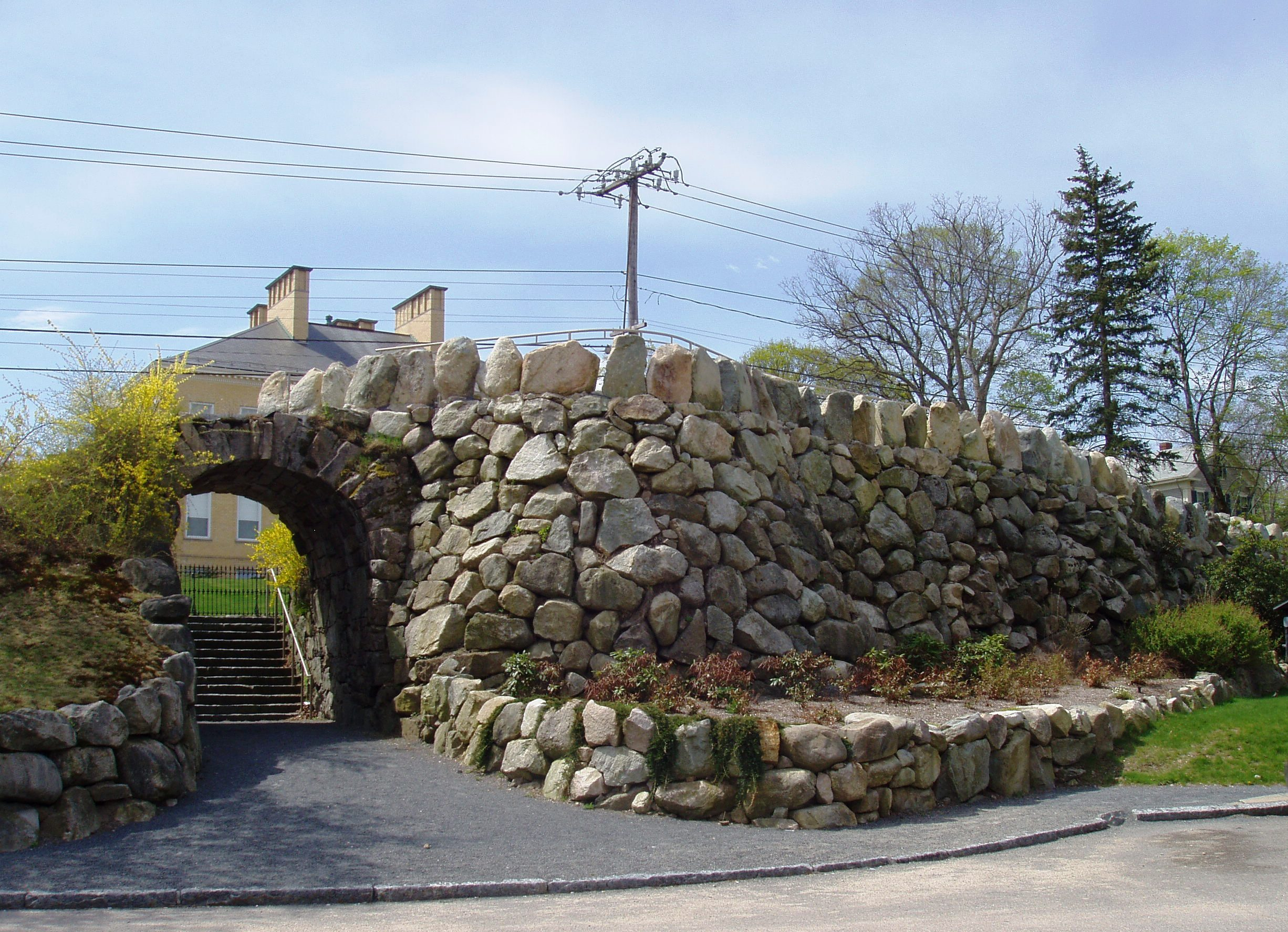
The Rockery, 2007

Dieses in seiner Gestaltung vergleichsweise ungewöhnliche Kriegsdenkmal für den Sezessionskrieg wurde vom Landschaftsarchitekten Frederick Law Olmsted entworfen. Es wird auch als Memorial Cairn (Steinhaufen-Denkmal) bezeichnet.
Olmsteds Spezifikationen sahen vor, den nördlichen Teil des dreieckigen Grundstücks als einen kleinen, ebenfalls dreieckigen Rasen zu gestalten, der vom felsigen Teil durch eine kurze Straße (für „von Osten kommende Kutschen“) getrennt ist, die am Fuße der Treppe der Gedenkhalle endet. Die Spitze der Felslandschaft sollte einen „rustikalen Spazierweg bilden und mit Sitzgelegenheiten und Schattenbäumen ausgelegt werden“, der sich am östlichen Ende zu einem kreisförmigen Raum von 9 Metern Durchmesser um einen Fahnenmast verbreitert.
Die nördliche Seite sollte aus unbehauenen Feldsteinen bestehen, „mit einer beträchtlichen Neigung, so dass ihr allgemeines Aussehen mit der Erhebung des Geländes der Gedenkhalle übereinstimmt“. Diese Gestaltung der Nordflanke hatte zwei wesentliche Gründe: Zum einen verbindet sie die Felslandschaft und das Gelände der Gedenkhalle optisch miteinander, zum anderen wird durch ihr ähnliches Aussehen das raue Erscheinungsbild der Umgebung der Halle verstärkt. Die Stützmauer sollte einen Meter höher sein als die größere (und niedrigere) Terrasse der Hallentreppe, so dass sie eine Brüstung davor bildet.
The Rockery befindet sich innerhalb des H. H. Richardson Historic District of North Easton, ist aber Contributing Property zum North Easton Historic District.